# Grup gal de satèl·lits de Saturn

Diagrama il·lustratiu de les òrbites dels satèl·lits irregulars de Satrun,
- El semieix major de l'òrbita sobre l'eix horitzontal en milions de Km.
- La inclinació sobre l'eix vertical. Els satèl·lits per sota de l'eix horitzontal (i>90) són retrògrads.
- La mida del cercle indica la mida relativa del satèl·lit.
- Les barres horitzontal indiquen l'excentricitat de les òrbites des del periàpside al apoàpside, és a dir, les variacions de la distància del satèl·lit respecte de Saturn.
La il·lustració mostra els tres grups : el grup inuit a dalt, el grup gal just a sota i el grup nòrdic per sota de l'eix horitzontal.

El grup gal és una agrupació dinàmica de satèl·lits irregulars prògrads de Saturn, que segueixen una òrbita similar. Els seus semieixos majors varien entre els 16 i els 19 milions de km, les seves inclinacions estan entre els 35° i 40°, i les seves excentricitats al voltant dels 0,53.
El grup està compost pels següents quatre membres en ordre creixent de distància a Saturn:
- Albiorix
- Bebhionn
- Erriapus
- Tarvos

La Unió Astronòmica Internacional (UAI) ha assignat a aquests satèl·lits noms provinents de la mitologia celta.
El grup és força homogeni físicament, els satèl·lits mostren un color vermell claret (índexs de colors B−V = 0.91 i V−R = 0.48),
i índex d'infraroig similars
Aquests elements orbitals tan similars han portat als seus descobridors a postular un origen comú del grup a partir del trencament d'un cos més gran.
Observacions recents han revelat que el membre més gran del grup, Albiorix, mostra dos colots diferents: un compatible amb Erriapus i Tarvos, i l'altre menys vermell. S'ha postulat que Tarvos i Erriapus podrien ser fragments d'Albiorix, deixant un gran cràter menys vermell. Un impacte d'aquest tipus requeriria un cos amb un diàmetre superior a 1 km i una velocitat relativa propera als 5 km/s, que produiria un gran cràter d'uns 12 km de radi. Els nombrosos cràters grans observats a Febe, proven l'existència d'aquest tipus de col·lisions en el sistema de Saturn.